# Salia lacratesalis
Salia lacratesalis är en fjärilsart som beskrevs av Walker 1859. Salia lacratesalis ingår i släktet Salia och familjen nattflyn. Inga underarter finns listade.